# 关于国家和国际组织间或国际组织相互间条约法的维也纳公约
《关于国家和国际组织间或国际组织相互间条约法的维也纳公约》（VCLTIO）是国家相互间的维也纳条约法公约之延伸。公约由国际法委员会制订，于1986年3月21日开放签署。
公约第85条规定，公约在35国批准或加入后生效。截至2023年10月，有33国批准或加入该条约。因此，该公约尚未生效。

## 缔约方
33个缔约国家批准或加入了公约：墨西哥、哥伦比亚、阿根廷、乌拉圭、塞内加尔、利比里亚、加蓬、澳大利亚、英国、丹麦、瑞典、爱沙尼亚、白俄罗斯、摩尔多瓦、保加利亚、賽普勒斯、希腊、西班牙、德国、荷兰王国、比利时、瑞士、列支敦斯登、意大利、奥地利、克罗地亚、匈牙利、捷克、斯洛伐克、马耳他、阿尔巴尼亚、葡萄牙以及巴勒斯坦。
此外，还有12个国际组织正式确认了该公约：国际原子能机构、国际民航组织、国际刑警组织、國際勞工組織、國際海事組織、禁止化學武器組織、禁核试组织筹委会、联合国、联合国工业发展组织、万国邮联、世卫组织以及世界知识产权组织。
尚未批准的签署国家有：科特迪瓦、刚果民主共和国、美国、巴西、波黑、韩国、日本、塞尔维亚、蒙特內哥羅、摩洛哥、埃及、苏丹、布吉納法索、贝宁、赞比亚和马拉维。另外，还有一些国际组织已经签署，但尚未完成正式确认程序：欧洲委员会、联合国粮农组织、国际电信联盟、联合国教科文组织和世界气象组织。

## 另请参阅
- 1961年維也納外交關係公約
- 1963年维也纳领事关系公约
- 1969年维也纳条约法公约
- 維也納公約